# Euricle di Atene
Euricle di Atene (in greco antico: Εὐρυκλῆς?, Euryclès; Atene, ... – ...; fl. V secolo a.C.) è stato un engastrimita ateniese, attivo nella seconda metà del V secolo a.C., durante la guerra del Peloponneso.

## Biografia
Euricle fu un indovino dell'antica Grecia, praticante della gastromanzia, ovvero la capacità di predire il futuro attraverso vaticini che venivano espressi facendo uso di una voce interiore attraverso cui si esprimeva un demone ospitato nel petto del divinatore, un espediente ottenuto attraverso la ventriloquìa. Lewis Campbell dà un'interpretazione particolare del passo di Platone e dello scoliasta: secondo Campbell, infatti, Euricle dava a intendere di suscitare una voce interiore proveniente non da sé ma promanante dal suo stesso interlocutore. Questa interpretazione, peraltro, fu criticata e rigettata da Richard Claverhouse Jebb.
Lo scoliasta a Platone fornisce anche un'altra notizia riguardo alla biografia, secondo cui Euricle avrebbe patito le conseguenze dell'aver dato una risposta offensiva a un interlocutore. Potrebbe trattarsi, però, secondo Campbell, di un tentativo erroneo di spiegare il nesso tra due parole del passo commentato.
Quale fosse esattamente la sua arte, essa dovette procurargli sicuramente notevole fama e gli guadagnò il soprannome di Euricle l'Engastrimato.

### Scuola euriclaide
Si trattava di un'arte che poteva garantire al suo praticante un significativo ritorno economico, potendo essere usata come medium per la divinazione. Sono proprio le implicazioni economiche a spiegare come egli possa essere giunto a raccogliere tanti adepti da riuscire a fondare una vera e propria scuola. Alla sua scuola ebbe numerosi discepoli che furono chiamati engastrimanteis, engastridi, o, perpetuandone il nome e la fama, Euriclaidi (eurycleides) o Euriclei.
La fama acquisita da Euricle è anche attestata dal fatto che poteva essere citato di sfuggita, senza necessità di alcuna specificazione, in un dialogo platonico, il Sofista, nel quale viene stigmatizzato, alla stregua di un ciarlatano, come «quel matto di Euricle».
Euricle è citato anche nei Moralia di Plutarco, quando lo storico greco parla del tramonto della pratica oracolare. Plutarco ci informa che Eurycles era il nome comunemente attribuito a uno spirito insediatosi temporaneamente nell'organismo di una persona.
L'engastrimita ateniese è menzionato anche in Gargantua et Pantagruel di Rabelais. Erasmo da Rotterdam, nei suoi Adagia, menziona Euricleo soprannome antonomastico usato per indicare chi riesca a prevedere qualcosa che riguarda il proprio futuro o i propri problemi